# Heinrich Detlef von Kalben
Heinrich Detlef von Kalben († 5. Dezember 1757 in Leuthen, teils wird auch der 22. November 1757 in Breslau angegeben) war der Führer eines preußischen Freibataillons im Range eines Oberstleutnants.

## Familie
Er war der Sohn von Daniel Gottfried von Kalben (* 1671), Grundherr auf Schmoor und auf Wollenhagen, und seiner Frau Agnes Dorothea von Alvensleben (* Mai 1683; † 1761). Er war mit Katharina Elisabeth von Eyff verheiratet und hatte mit ihr zwei Töchter.

## Leben
1740 wurde er vom Kürassier-Regiment Nr. 4 zum Regiment der Gardes du Corps versetzt, war hier 1737 Premieur-Leutnant und ging dann als Offizier zum Gessler-Regiment (sp. Wagenfeldt-Kürassiere). Bis 1742 war er Rittmeister im Husaren-Regiment Nr. 6 (Hobitz), wurde dann aber in ein Duell verwickelt und musste die preußische Armee verlassen. So wurde er Major in der sächsischen Armee. Im Jahr 1756 kam er in die preußische Armee zurück, wurde zum Oberstleutnant ernannt und ging nach Reichenbach im Vogtland, wo er sein Freibataillon aufstellte. Er fiel in der Schlacht von Leuthen oder (nach anderen Angaben) auch kurz vorher in der Schlacht von Breslau. Sein Nachfolger als Kommandeur des Freibataillons wurde Konstantin Nathanael von Salenmon.